# TOM
TOM was een Nederlandse effectenbeurs. De naam is een acroniem van The Order Machine. Deze beurs werd in 2009 opgericht. Na een lange reeks van verliezen besloten de aandeelhouders in 2017 met TOM te stoppen.

## Activiteiten
De beurs is opgericht in 2009 als joint venture tussen beurshandelaar Optiver en BinckBank. TOM ontstond uit onvrede over de hoge tarieven voor optiehandel op Euronext, na de oprichting zijn de transactietarieven meer dan gehalveerd. Aanvankelijk werd voorgesteld om alle orders van particuliere beleggers via TOM uit te voeren tegen Optiver. Na protest uit de sector werd het roer omgegooid en werd een open toegankelijke beurs opgezet.
In 2017 waren de aandeelhouders BinckBank (25,5%), Optiver (25,5%), het Amerikaanse beursbedrijf Nasdaq (25%), ABN Amro (15,3%) en handelshuis IMC (7,5%).

## Marktaandeel
De beurs had een marginaal marktaandeel in de aandelenmarkt, maar bij de opties slaagde TOM er in een significant marktaandeel te veroveren op de traditionele beurs Euronext. TOM handelde ongeveer 30% van het volume van Nederlandse opties af.

## Strijd met Euronext
De beurs werkte met het systeem van de Nasdaq. Alle optieorders van klanten van Binck en Alex werden uitgevoerd op TOM, waarbij er een beste prijs garantie werd gegeven. In de loop der jaren zijn er verschillende rechtszaken geweest tussen Euronext en TOM.

## Einde
In maart 2017 besloten de aandeelhouders met TOM te stoppen. Ze waren op zoek naar een nieuwe eigenaar voor de beurs die in oktober 2016 te koop werd gezet. TOM heeft nooit winst gemaakt en de verliezen werden gedekt door nieuwe stortingen van de aandeelhouders. De 16 medewerkers zijn ontslagen.